# Бонфим, Кайо
Кайо Бонфим (порт. Caio Oliveira de Sena Bonfim; род. 19 марта 1991, Sobradinho, Федеральный округ, Бразилия) — бразильский легкоатлет, специалист по спортивной ходьбе, серебряный призёр летних Олимпийских игр 2024 года, 2-кратный призёр чемпионатов мира, призёр Панамериканских игр. Участник летних Олимпийских игр 2012, 2016, 2020, 2024 годов.

## Биография
Он участвовал в забеге на 20 км на летних Олимпийских играх 2012 года, где занял 39-е место.
На Панамериканских играх 2015 года он завоевал бронзовую медаль в мужской ходьбе на 20 километров с результатом 1:24:43.
На чемпионате мира IAAF 2015 года он финишировал 6-м показав результат — 1:20:44.
На летних Олимпийских играх 2016 года в Рио-де-Жанейро Бонфим выступил в двух гонках. В мужской на 20 километров он финишировал 4-м со временем 1:19:42, что является рекордом Бразилии, всего на 5 секунд отстав от бронзового призёра. В гонке на 50 километров он финишировал 9-м, снова побив рекорд Бразилии с результатом 3:47:02.
На чемпионате мира 2017 года, проходившем в Лондоне, Бонфим завоевал бронзовую медаль, первую для бразильца в этом виде спорта, снова улучшив свой национальный рекорд — 1:19:04.
На Панамериканских играх 2019 года, проходивших в Лиме, он завоевал серебряную медаль на дистанции 20 км, всего на 7 секунд отстав от эквадорца Брайана Даниэля Алвеса.
Он прошел квалификацию, чтобы представлять Бразилию на летних Олимпийских играх 2020 года. На 20 километровой гонке он стал 13-м с результатом 1:23:21.
В 2023 году на чемпионате мира по лёгкой атлетике, который состоялся в Будапеште, бразильский атлет, в спортивной ходьбе на 20 километров, с результатом 1:17:47 стал бронзовым призёром чемпионата мира.
На летних Олимпийских играх 2024 года в Париже, бразильский атлет завоевал серебряную олимпийскую медаль, преодолев дистанцию в 20 километров за 1:19:09.